# Энгельгардт, Густав Робертович
Густав Конрад Робертович (Евстафий Фёдорович) Энгельгардт 3-й (нем. Gustav Konrad von Engelhardt; 1768—1841) — генерал-майор, комендант крепости Кисловодска, командир Серпуховского уланского полка.

## Биография
Принадлежал к Лифляндской ветви Энгельгардтов. Родился в 1768 году, по разным данным: 26 июня в Санкт-Петербурге; 27 июля; 27 ноября.
Поступил на службу 16 мая 1779 года в лейб-гвардии Преображенский полк, где в 1781 году был произведен в сержанты. Переведённый, по собственному желанию, 1 января 1783 года в лейб-гвардии Конный полк, спустя шесть лет, 1 января 1789 года был выпущен ротмистром в Московский карабинерный полк. Имеются сведения, что в 1786 году он уже был членом ложи «Изиды» в Ревеле.
Во время Русско-шведской войны 1790 года находился на гребном флоте под командой генерал-майора фон-дер-Палена и участвовал в сражении у Бйорке-Зунда, во время преследования неприятельского флота, 28 мая при Рогенсальме и 26 июня при занятии острова Коргисара, за эти подвиги он был награждён чином секунд-майора.
Уволенный по болезни, 11 марта 1807 года был принят майором в Серпуховский драгунский полк.
С 17 апреля по 22 мая 1809 года он находился в Галиции при главнокомандующем западной армией кн. Голицыне бригад-майором по кавалерии, вместе с тем исполняя различные возложенные на него поручения по квартирмейстерской части и по счетам, порученным генерал-майору барону Корфу между Австрией и Россией. За ревностное и усердное исполнение своих обязанностей был удостоен Высочайшего благоволения. 17 февраля 1810 года он был назначен полковым командиром 4 уланского полка.
В мае того же года он находился при блокаде и осаде крепости Силистрии, откуда был отправлен со взятым под Базарджиком в плен Пеклеванным пашой и прочими турецкими чиновниками до города Ясс, где сдав их, возвратился обратно в Рущук.
Посланный Каменским на смену генерал-лейтенант Навака, командовавшего авангардом, Энгельгардт при отступлении войск из-под Шумлы вернулся снова в Рущук и в августе находился при открытии турецкого лагеря при с. Батине и в сражении и блокаде крепости Рущука.
30 августа 1811 года он был произведён в подполковники, а в 1812 году участвовал в сражении при с. Куржалиначе и при изгнании неприятеля за р. Пину, далее, в том же году он находился в авангардном сражении при м. Янове с саксонскими войсками, при г. Кобрине (где за оказанные в сражении отличия и мужество был награждён орденом Св. Владимира 4-й степени с бантом), в битвах при Волковиче, при Рудне, при Речицах и в авангардном сражении при с. Коменце Журавецком.
В феврале 1813 году он участвовал при блокаде крепости Модлина, в марте при осаде и взятии крепости Ченстоховой, в мае был в походе в Пруссию, в июле в походе в княжество Варшавское, в августе в походах в Богемию, Саксонию, в сражении при Дрездене, Кульме и при совершенном уничтожении французского корпуса и в октябре — в сражении под Лейпцигом, где за оказанное отличие и неустрашимость произведен в полковники. С октября того же года по август 1814 года следующего исполнял должность обер-коменданта в Саксонском герцогстве и в княжествах Шварценбургских.
Во время открывшейся французской кампании 1815 года он находился в походе в княжество Варшавское, в Пруссию, Саксонию, Баварию и Францию за Рейном.
2 июля 1818 года следующего был назначен состоять по кавалерии, а 12 ноября 1823 года назначен комендантом Кисловодской крепости и заведующим всеми кавказскими минеральными водами. Пожалован в 1826 году в генерал-майоры, в 1827 году за кроткие и благоразумные меры, дружественно расположившие враждебных нам горских жителей, удостоился Высочайшего благоволения.
В ноябре 1829 года предводительствовал экспедицией, предпринятой для истребления Чеченской деревни и Саюрта, и находился в перестрелке при деревне Дула-Юрта.
Почётный член Петербургской академии наук с 8 декабря 1830 года.
Умер 24 ноября (6 декабря) 1841 года в Вейсенштейне.